# Olympische Winterspiele 1976/Eiskunstlauf
Bei den XII. Olympischen Winterspielen 1976 in Innsbruck fanden vier Wettbewerbe im Eiskunstlauf statt. Austragungsort war das Olympia-Eisstadion. Erstmals auf dem Programm stand das Eistanzen.

## Bilanz

### Medaillenspiegel
| Platz | Land                   | Gold | Silber | Bronze | Gesamt |
| ----- | ---------------------- | ---- | ------ | ------ | ------ |
| 1     | Sowjetunion            | 2    | 2      | –      | 4      |
| 2     | Vereinigte Staaten     | 1    | –      | 1      | 2      |
| 3     | Vereinigtes Königreich | 1    | –      | –      | 1      |
| 4     | DDR                    | –    | 1      | 2      | 3      |
| 5     | Niederlande            | –    | 1      | –      | 1      |
| 6     | Kanada                 | –    | –      | 1      | 1      |

### Medaillengewinner
| Konkurrenz | Gold                                     | Silber                             | Bronze                          |
| ---------- | ---------------------------------------- | ---------------------------------- | ------------------------------- |
| Herren     | John Curry                               | Wladimir Kowaljow                  | Toller Cranston                 |
| Damen      | Dorothy Hamill                           | Dianne de Leeuw                    | Christine Errath                |
| Paare      | Irina Rodnina / Alexander Saizew         | Romy Kermer / Rolf Oesterreich     | Manuela Groß / Uwe Kagelmann    |
| Eistanz    | Ljudmila Pachomowa / Alexander Gorschkow | Irina Moissejewa / Andrei Minenkow | Colleen O’Connor / James Millns |

## Ergebnisse
- K = Kür
- KP = Kurzprogramm
- P = Pflicht
- PT = Pflichttanz
- Pz = Platzziffer
- Pkt. = Punkte

### Herren
| Platz | Land | Sportler               | P  | KP            | K             | Pz            | Pkt.          |
| ----- | ---- | ---------------------- | -- | ------------- | ------------- | ------------- | ------------- |
| 1     | GBR  | John Curry             | 02 | 02            | 01            | 011           | 192,74        |
| 2     | URS  | Wladimir Kowaljow      | 03 | 06            | 04            | 028           | 187,64        |
| 3     | CAN  | Toller Cranston        | 07 | 01            | 02            | 030           | 187,38        |
| 4     | GDR  | Jan Hoffmann           | 04 | 09            | 05            | 034           | 187,34        |
| 5     | URS  | Sergei Wolkow          | 01 | 05            | 09            | 053           | 184,08        |
| 6     | USA  | David Santee           | 05 | 04            | 06            | 049           | 184,28        |
| 7     | USA  | Terry Kubicka          | 11 | 10            | 03            | 056           | 183,30        |
| 8     | URS  | Juri Owtschinnikow     | 12 | 08            | 07            | 075           | 180,04        |
| 9     | JPN  | Minoru Sano            | 09 | 07            | 10            | 079           | 178,72        |
| 10    | GBR  | Robin Cousins          | 14 | 11            | 08            | 083           | 178,14        |
| 11    | JPN  | Mitsuru Matsumura      | 16 | 12            | 11            | 099           | 172,48        |
| 12    | TCH  | Zdeněk Pazdírek        | 08 | 13            | 12            | 106           | 172,48        |
| 13    | FIN  | Pekka Leskinen         | 13 | 14            | 14            | 119           | 166,98        |
| 14    | CAN  | Stan Bohonek           | 17 | 15            | 13            | 124           | 165,88        |
| 15    | FRA  | Jean-Christophe Simond | 18 | 16            | 15            | 137           | 159,44        |
| 16    | GBR  | Glyn Jones             | 19 | 17            | 16            | 141           | 157,24        |
|       | CAN  | Ronald Shaver          | 06 | 03            | zurückgezogen | zurückgezogen | zurückgezogen |
|       | HUN  | László Vajda           | 10 | zurückgezogen | zurückgezogen | zurückgezogen | zurückgezogen |
|       | AUT  | Ronald Koppelent       | 15 | zurückgezogen | zurückgezogen | zurückgezogen | zurückgezogen |
|       | AUS  | William Schober        | 20 | zurückgezogen | zurückgezogen | zurückgezogen | zurückgezogen |

Datum: 11. Februar
Terry Kubicka zeigte erstmals einen Rückwärtssalto während eines Wettbewerbs. Diesen Salto stand er beidbeinig, anders als bei anderen Eiskunstlaufsprüngen. Noch im gleichen Jahr änderte die Internationale Eislaufunion ihr Reglement und verbot Salti beim Eiskunstlauf.
John Curry bot eine überragende Kür. Toller Cranston war zu schwach in der Pflicht. Jan Hoffmann machte Fehler. Aus Westdeutschland und der Schweiz waren keine Läufer am Start. Roland Koppelent aus Österreich musste zurückziehen.

### Damen
| Platz | Land | Sportlerin                | P  | KP            | K             | Pz            | Pkt.          |
| ----- | ---- | ------------------------- | -- | ------------- | ------------- | ------------- | ------------- |
| 1     | USA  | Dorothy Hamill            | 02 | 01            | 01            | 009           | 193,80        |
| 2     | NED  | Dianne de Leeuw           | 03 | 04            | 02            | 020           | 190,24        |
| 3     | GDR  | Christine Errath          | 05 | 02            | 03            | 028           | 188,16        |
| 4     | GDR  | Anett Pötzsch             | 04 | 03            | 04            | 033           | 187,42        |
| 5     | FRG  | Isabel de Navarre         | 01 | 11            | 12            | 059           | 182,42        |
| 6     | USA  | Wendy Burge               | 06 | 08            | 09            | 063           | 182,14        |
| 7     | ITA  | Susanna Driano            | 08 | 07            | 07            | 063           | 181,62        |
| 8     | USA  | Linda Fratianne           | 09 | 06            | 06            | 067           | 181,86        |
| 9     | CAN  | Lynn Nightingale          | 10 | 05            | 08            | 067           | 181,72        |
| 10    | FRG  | Dagmar Lurz               | 07 | 10            | 11            | 092           | 178,04        |
| 11    | GDR  | Marion Weber              | 12 | 09            | 10            | 099           | 175,82        |
| 12    | URS  | Jelena Wodoresowa         | 18 | 13            | 05            | 104           | 175,58        |
| 13    | JPN  | Emi Watanabe              | 11 | 12            | 15            | 118,5         | 171,72        |
| 14    | CAN  | Kim Alletson              | 13 | 14            | 13            | 122,5         | 171,64        |
| 15    | GBR  | Karena Richardson         | 17 | 15            | 14            | 137           | 166,52        |
| 16    | AUT  | Claudia Kristofics-Binder | 15 | 18            | 16            | 149           | 162,88        |
| 17    | KOR  | Yoon Hyo-jin              | 14 | 16            | 19            | 158           | 159,64        |
| 18    | POL  | Grażyna Dudek             | 20 | 20            | 17            | 159           | 159,48        |
| 19    | TCH  | Eva Ďurišinová            | 19 | 17            | 18            | 162           | 158,22        |
| 20    | AUS  | Sharon Burley             | 21 | 19            | 20            | 180           | 149,26        |
|       | SUI  | Danielle Rieder           | 16 | zurückgezogen | zurückgezogen | zurückgezogen | zurückgezogen |

Datum: 13. Februar
Dorothy Hamill ist die letzte Olympiasiegerin, die keinen dreifachen Sprung in der Kür zeigte. Weltmeisterin Dianne de Leeuw sowie Christine Errath machten Fehler insbesondere bei den geplanten Dreifachsprüngen. Isabel de Navarre gewann die Pflicht. Laut dem Bericht der Arbeiter-Zeitung vom 15. Februar war Hamill mit bestmöglichem Management für den Olympiasieg programmiert gewesen, habe eine glanzlose Kür geboten, der die große Linie und Ausstrahlung gefehlt hätten. Die 14-jährige Kristofics-Binder habe sich brav gehalten. Lichtblicke des Abends seien die 15-jährige Pötzsch und die 13-jährige Jelena Wodoresowa gewesen.
Dagmar Lurz (FRG) wurde Zehnte und Marion Weber (DDR) Elfte. Claudia Kristofics-Binder (AUT) kam auf Platz 16 und Danielle Rieder (SUI) musste zurückziehen.

### Paare
| Platz | Land | Paar                                   | KP | K  | Pz  | Pkt.   |
| ----- | ---- | -------------------------------------- | -- | -- | --- | ------ |
| 1     | URS  | Irina Rodnina / Alexander Saizew       | 01 | 01 | 009 | 140,54 |
| 2     | GDR  | Romy Kermer / Rolf Oesterreich         | 02 | 02 | 021 | 136,35 |
| 3     | GDR  | Manuela Groß / Uwe Kagelmann           | 04 | 03 | 034 | 134,57 |
| 4     | URS  | Irina Worobjowa / Alexander Wlassow    | 03 | 05 | 035 | 134,52 |
| 5     | USA  | Tai Babilonia / Randy Gardner          | 05 | 04 | 036 | 134,24 |
| 6     | GDR  | Kerstin Stolfig / Veit Kempe           | 07 | 06 | 059 | 129,57 |
| 7     | SUI  | Karin Künzle / Christian Künzle        | 06 | 07 | 064 | 128,97 |
| 8     | FRG  | Corinna Halke / Eberhard Rausch        | 08 | 08 | 072 | 127,37 |
| 9     | URS  | Marina Leonidowa / Wladimir Bogoljubow | 09 | 09 | 076 | 127,06 |
| 10    | AUT  | Ursula Nemec / Michael Nemec           | 12 | 10 | 096 | 121,30 |
| 11    | GBR  | Erica Taylforth / Colin Taylforth      | 10 | 12 | 108 | 120,40 |
| 12    | USA  | Alice Cook / William Fauver            | 11 | 13 | 106 | 119,36 |
| 13    | TCH  | Ingrid Spieglová / Alan Spiegl         | 14 | 11 | 112 | 118,39 |
| 14    | CAN  | Candace Jones / Donald Fraser          | 13 | 14 | 117 | 116,54 |

Datum: 7. Februar
Irina Rodnina und Alexander Saizew gewannen wie erwartet, Romy Kermer und Rolf Oesterreich waren jedoch starke Konkurrenten um den Olympiasieg. Manuela Groß und Uwe Kagelmann gewannen überraschend ihre zweite olympische Bronzemedaille, weil Irina Worobjewa und Alexander Wlassow ungewöhnlich viele Fehler machten.
Ursula Nemec und Michael Nemec (AUT) belegten den zehnten Platz von 14 teilnehmenden Paaren.

### Eistanz
| Platz | Land | Paar                                     | PT | K             | Pz            | Pkt.          |               |
| ----- | ---- | ---------------------------------------- | -- | ------------- | ------------- | ------------- | ------------- |
| 1     | URS  | Ljudmila Pachomowa / Alexander Gorschkow | 01 | 01            | 009           | 209,92        |               |
| 2     | URS  | Irina Moissejewa / Andrei Minenkow       | 02 | 02            | 020           | 204,88        |               |
| 3     | USA  | Colleen O’Connor / James Millns          | 03 | 03            | 027           | 202,64        |               |
| 4     | URS  | Natalja Linitschuk / Gennadi Karponossow | 04 | 04            | 035           | 199,35        |               |
| 5     | HUN  | Krisztina Regőczy / András Sallay        | 05 | 05            | 48,5          | 195,92        |               |
| 6     | ITA  | Maltide Ciccia / Lamberto Ceserani       | 07 | 06            | 58,5          | 191,46        |               |
| 7     | GBR  | Hilary Green / Glyn Watts                | 06 | 07            | 057           | 191,40        |               |
| 8     | GBR  | Janet Thompson / Warren Maxwell          | 08 | 08            | 078           | 186,80        |               |
| 9     | POL  | Teresa Weyna / Piotr Bojańczyk           | 09 | 11            | 090           | 182,20        |               |
| 10    | CAN  | Barbara Berezowski / David Porter        | 10 | 09            | 086           | 182,90        |               |
| 11    | TCH  | Eva Peštová / Jiří Pokorný               | 11 | 10            | 096           | 180,60        |               |
| 12    | GBR  | Kay Barsdell / Kenneth Foster            | 13 | 13            | 111           | 175,16        |               |
| 13    | CAN  | Susan Carscallen / Eric Gillies          | 14 | 12            | 107           | 175,96        |               |
| 14    | ITA  | Isabella Rizzi / Luigi Freroni           | 17 | 14            | 133           | 168,64        |               |
| 15    | USA  | Judi Genovesi / Kent Weigle              | 15 | 16            | 134           | 168,26        |               |
| 16    | ITA  | Stefania Bertelè / Walter Cecconi        | 16 | 17            | 140           | 166,22        |               |
| 17    | USA  | Susan Kelley / Andrew Stroukoff          | 18 | 15            | 147           | 165,12        |               |
|       | AUT  | Susanne Handschmann / Peter Handschmann  | 12 | zurückgezogen | zurückgezogen | zurückgezogen | zurückgezogen |

Datum: 9. Februar
Ljudmilla Pachomowa und Alexander Gorschkow gewannen unangefochten. Es waren weder deutsche noch Schweizer Paare am Start.